# Cylapofulvius
Cylapofulvius is een geslacht van wantsen uit de familie van de Miridae (Blindwantsen). Het geslacht werd voor het eerst wetenschappelijk beschreven door Karl Alfred Poppius in 1909.

## Soorten
Het genus bevat de volgende soorten:

- Cylapofulvius listeri Izzard, 1936
- Cylapofulvius punctatus Poppius, 1909